# Vanda falcata
Neofinetia falcata är en orkidéart som först beskrevs av Carl Peter Thunberg, och fick sitt nu gällande namn av Hu Hsien-Hsu. Neofinetia falcata ingår i släktet Neofinetia och familjen orkidéer. Inga underarter finns listade i Catalogue of Life.

## Bildgalleri

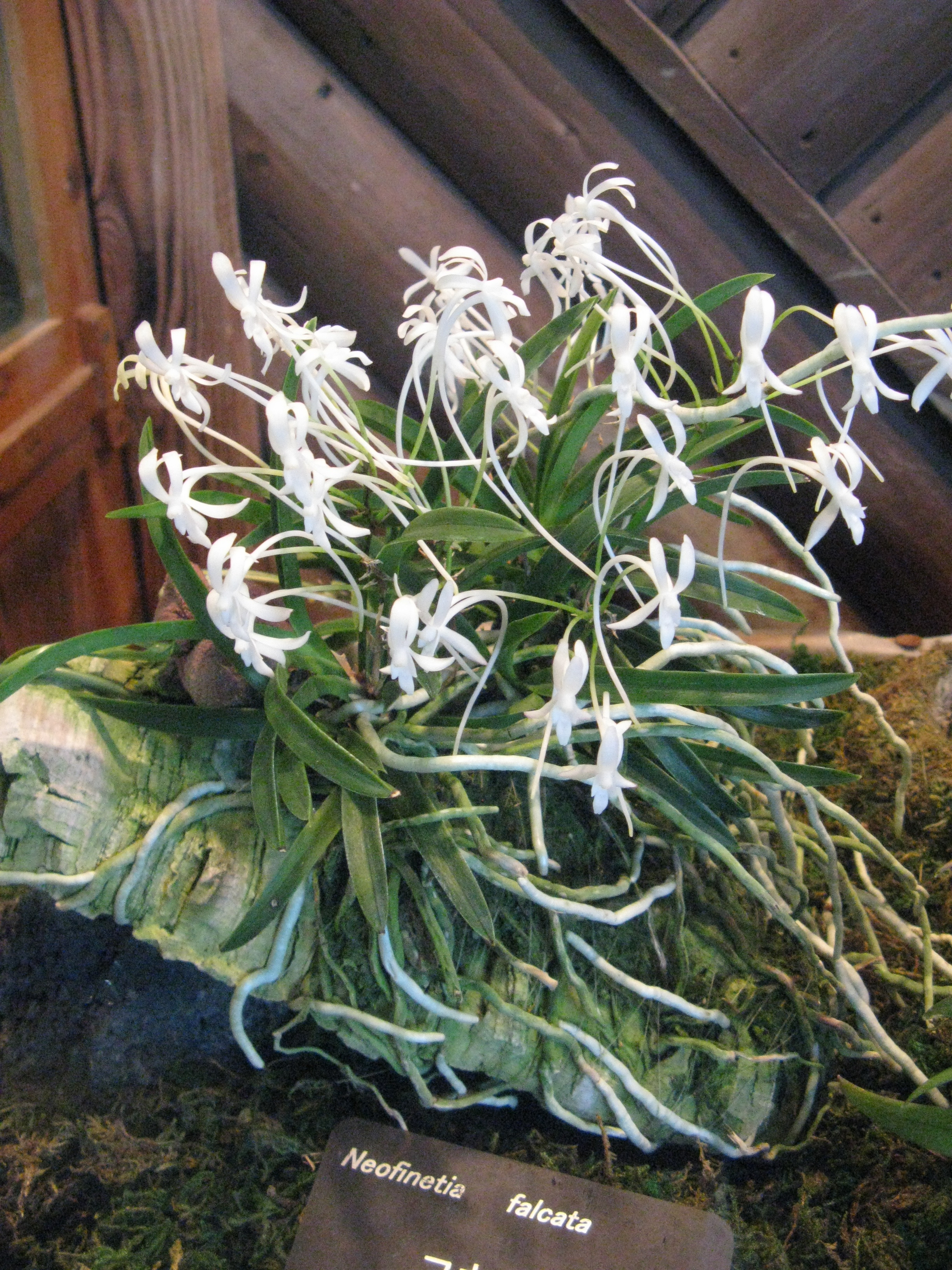
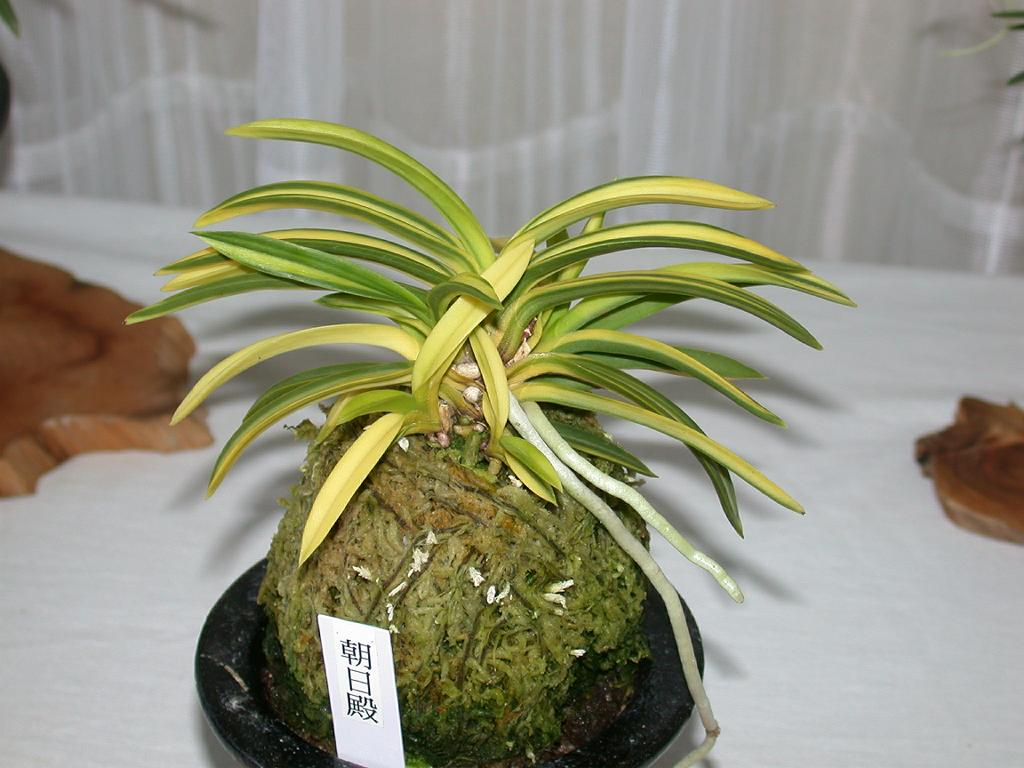
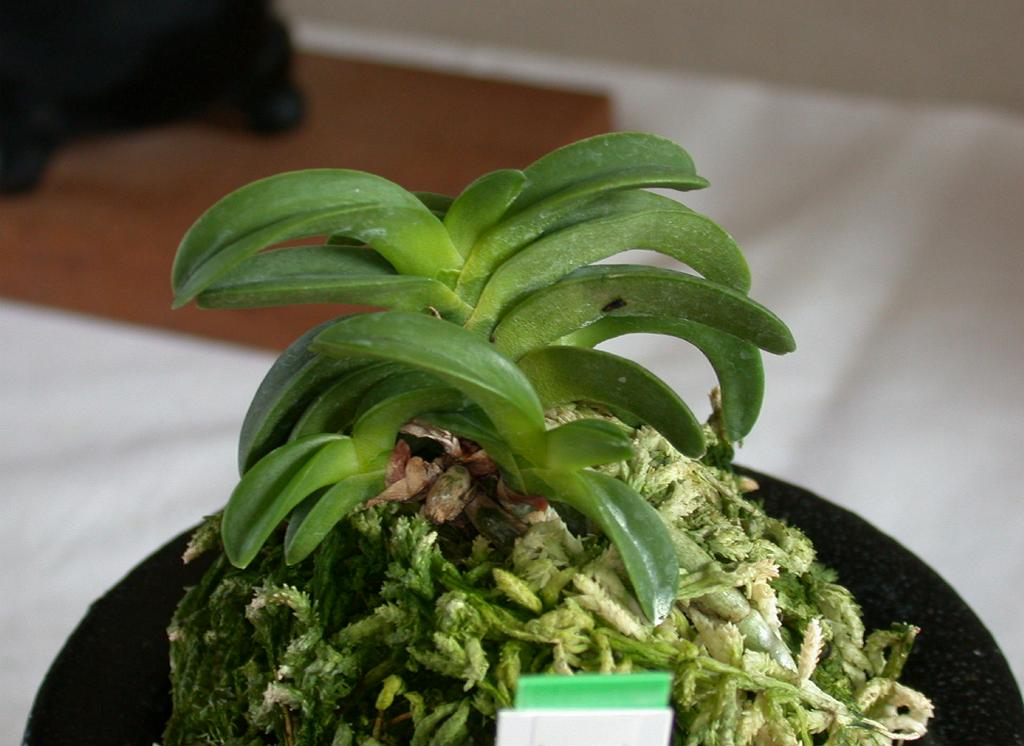